# گمینا میندزیخوت
گمینا میندزیخوت (به لهستانی:  Gmina Międzychód) یک گمینا در لهستان است که در شهرستان میندزیخوت واقع شده‌است. گمینا میندزیخوت ۳۰۷٫۲۴ کیلومتر مربع مساحت و ۱۸٬۲۹۰ نفر جمعیت دارد.